# (26181) 1996 GQ21
(26181) 1996 GQ21, também escrito como (26181) 1996 GQ21, é um corpo menor que está localizado no disco disperso, uma região do Sistema Solar. Ele possui uma magnitude absoluta de 5,2 e tem um diâmetro estimado com cerca de 262 km. O astrônomo Mike Brown lista este corpo celeste em sua página na internet como um candidato a possível planeta anão.

## Descoberta
(26181) 1996 GQ21 foi descoberto em 12 de abril de 1996 pelo astrônomo Nichole M. Danzl em Kitt Peak.

## Órbita
A órbita de (26181) 1996 GQ21 tem uma excentricidade de 0,594, possui um semieixo maior de 94,193 UA e um período orbital de 888,68 anos.. O seu periélio leva o mesmo a uma distância de 38,223 UA em relação ao Sol e seu afélio a 150 UA.